# Adam Tołoczko
Adam Tołoczko (ur. 25 maja 1990 w Pyrzycach) – polski siatkarz, grający na pozycji przyjmującego i libero.
W latach 2016-2018 pracował jako statystyk w Espadonie Szczecin, następnie po zmianie nazwy klubu w Stoczni Szczecin do grudnia 2018 roku, gdyż wtedy drużyna ze Szczecina została rozwiązana. W 2017 roku został statystykiem reprezentacji Polski do lat 23. W sezonie 2019/2020 tę samą funkcję pełnił w Cuprum Lubin. W latach 2020-2025 był statystykiem w sztabie szkoleniowym Ślepska Malow Suwałki. W latach 2022-2023 był asystentem trenera w reprezentacji Łotwy.
Jest miłośnikiem tzw. „Street Workout’u” czyli aktywności fizycznej, która polega na wykorzystywaniu elementów zabudowy miejskiej lub specjalnie wykonywanych do tego celu parków do ćwiczeń opartych głównie na kalistenice.
Jest twórcą popularnego na Instagramie profilu Volleyball Mastery, opowiadającego o technicznych aspektach siatkówki.

## Sukcesy klubowe
I liga:
- 2016